# Gastrotheca litonedis
Gastrotheca litonedis és una espècie de granota de la família del hemipràctids. Va ser descrit per William E. Duellman i David M. Hillis el 1987.
El nom específic prové del grec λιτός, litos «llis» i νηδυς, (nedus «estomac, ventre») que descriu una de les característiques d'aquesta espècie.
És una espècie nocturna i semi-arbòria habita boscos i zones pertorbades del bosc tropical humit de muntanya. La femella porta els ous a l'esquena. Després alliberen els joves capgrossos en petits rierols o estanys temporals.
Ha estat observat a tres localitats al vessant oriental de la Cordillera Occidental a la província d'Azuay a l'Equador, a una altitud de 2750 a 2854 m.
A la Llista Vermella de la UICN és catalogat en perill crític d'extinció. La contaminació de les aigües de superfície amb pesticides, fertilitzants i altres pol·luents químics és una amenaça important perquè aigua neta fa menester per criar els capgrossos.